# ベルゲン (ミッテルフランケン)
ベルゲン (ドイツ語: Bergen) は、ドイツ連邦共和国バイエルン州ミッテルフランケン行政管区のヴァイセンブルク＝グンツェンハウゼン郡に属する町村（以下、本項では便宜上「町」と記述する）である。この町はネンスリンゲン行政共同体に属す。

## 地理

### 位置
この町は、西フランケン地方ヴァイセンブルク＝グンツェンハウゼン郡の北東部、ニュルンベルクの南 41 km、ヴァイセンブルク・イン・バイエルンの東 12 km（ともに直線距離）に位置している。ベルゲンは、中低山地フレンキシェ・アルプの一部であるヴァイセンブルガー・アルプの高地上に位置している。北はロート郡と境を接する。南半分は森のない草地や野原の開けた土地であるが、北辺沿いにまとまった森が存在する。町内を何本かの郡道が通っている。町域をヨーロッパ分水帯が通っており、ライン川水系とドナウ川水系とを分けている。ガイエルン集落近くのツァイゼル池にはシュヴァルツァハ川の支流であるアンラウター川の水源がある。この他の小川はエルレンバッハ川、ガラースバッハ川、リンゲルバッハ川の水系に属す。ベルゲン北部には多くの水源がある。街の東部、タールマンスフェルト近郊に風力発電所がある。

### 隣接する市町村
ベルゲンは、北はハイデック、北東はタールメッシング（ともにロート郡）、南東はネンスリンゲン、南西はブルクザラハ、北西はエッテンシュタットと境を接している。

### 自治体の構成
自治体ベルゲンは、6つのゲマインデタイル（小地区）から構成されている。
| - ベルゲン - ダンハウゼン - ガイエルン | - カルテンブーフ - ザイブルク - タールマンスフェルト |

## 歴史

### 自治体の成立まで
アンスバッハ辺境伯とシェンク・フォン・ガイエルン家が領主権を有していた。1796年にプロイセンがガイエルン家の権利を奪取した。ベルゲンはパリ条約（1806年2月）により、フランケン地方の他の部分と同様にプロイセンのアンスバッハ部分とともに交換でバイエルン王国領となった。バイエルンの行政改革に伴う1818年の自治体令によって当時の自治体が成立した。

### 町村合併
何世紀にもわたって交流を育んだことから、地域再編の一環として、1978年5月1日にベルゲン、ガイエルン、カルテンブーフ、タールマンスフェルトが合併して新たな自治体ベルゲンが形成された。

### 小地区

#### ベルゲン
ベルゲン集落は1067年に初めて文献に記録されている。これは司教グンデカール2世がゲオルク教会を聖別した時の記録である。紀元前500年頃の四角形の砦は、古代に定住がなされていたことを証明している。おそらく1390年に破壊されたノイハウス城の遺構が存在している。1543年にザイブルク領主家が宗教改革を行ったが、1628年から22年間この村はカトリックに戻っていた。スウェーデン戦争ではスウェーデンに占領された。1634年から1637年までペストがこの地域を襲った。1663年にオーストリアから追放された福音主義の亡命者がこの村に移り住んだ。これにより着実な復興が始まった。1773年に現在の形の教会堂が建設された。塔の下部は中世の騎士の時代のものである。

#### ダンハウゼン
ダンハウゼンはベルゲンの北に位置し、人口は約50人である。

#### ガイエルン
人口約130人の集落ガイエルンには、フランケン・ユーラ（フランケン・ジュラ山地）の北西斜面に、早くも985年に記録が遺るシェンク・フォン・ガイエルン貴族家の城があった。元々シェンク家は現在のアイヒシュテット郡のホーフシュテッテン（現在はヒッツホーフェンの一部）発祥の貴族家であった。この家系はホーフシュテッテン領主家と名乗り、アイヒシュテット司教領主のミニステリアーレを務めた。ヒルシュベルク伯がこの一門をシェンケンアムト（献酌侍従職）に取り立てた。1276年にハイリヒ・フォン・ホーフシュテッテンがバイエルン公ルートヴィヒ2世からガイエルン城をレーエンとして与えられた。シェンク・フォン・ガイエルン家の後継者ヴォルフガング・カールは2008年に亡くなった。彼とその妻エディトは城館を修復し、ツアーガイド付きで公開し、コンサートで使えるようにした。集落にはオートバイ製造業者ゾンマー・モーターラートテクニークが本社を置いている。

#### カルテンブーフ
ユーラ山地の斜面、海抜約 600 m に位置するカルテンブーフからはブロムバッハ湖やニュルンベルクまで望むことができる。西のヘッセルベルクもよく見える。2008年夏に聖ニコラウス教会のファサードが新築された。春に咲くスプリング・スノーフレークが広く分布している。

#### ザイブルク
ザイブルク城は1470年に最初の記録が遺る水城である。この城は1960年代までシェンク家の分流（シェンク・フォン・ガイエルン・ツー・ザイブルク家）の所有であった。現在は個人所有となっている。

#### タールマンスフェルト
タールマンスフェルトの最初の記録は1194年で、Thalmannsfelde と表記されている。2007年にかつての校舎の改築が完成した。この建物は伝統衣装協会および教会組織の本部として村全体の協力を得て完成した。タールマンスフェルトは、コンテスト「我らの村には将来がある」で2007年と2009年に2回、州の銀メダルを獲得している。

## 住民

### 人口推移
- 1961年: 1039人。内訳は、ベルゲンに399人、ガイエルンに134人、カルテンブーフに128人、タールマンスフェルト（ダンハウゼンを含む）に378人。
- 1970年: 1056人。内訳は、ベルゲンに418人、ガイエルンに139人。カルテンブーフに117人、タールマンスフェルト（ダンハウゼンを含む）に432人。

| 年   | 人口（人） |
| ---- | ---------- |
| 1840 | 1,059      |
| 1871 | 1,013      |
| 1900 | 0954       |
| 1925 | 0905       |
| 1939 | 0879       |
| 1950 | 1,380      |
| 1961 | 1,039      |
| 1970 | 1,058      |
| 1987 | 0981       |
| 2011 | 1,116      |
| 2015 | 1,101      |
| 2020 | 1,161      |

2008年の人口内訳は、ベルゲンに450人、タールマンスフェルトに350人、ガイエルンに120人、カルテンブーフに120人、ダンハウゼンに50人である。

### 宗教

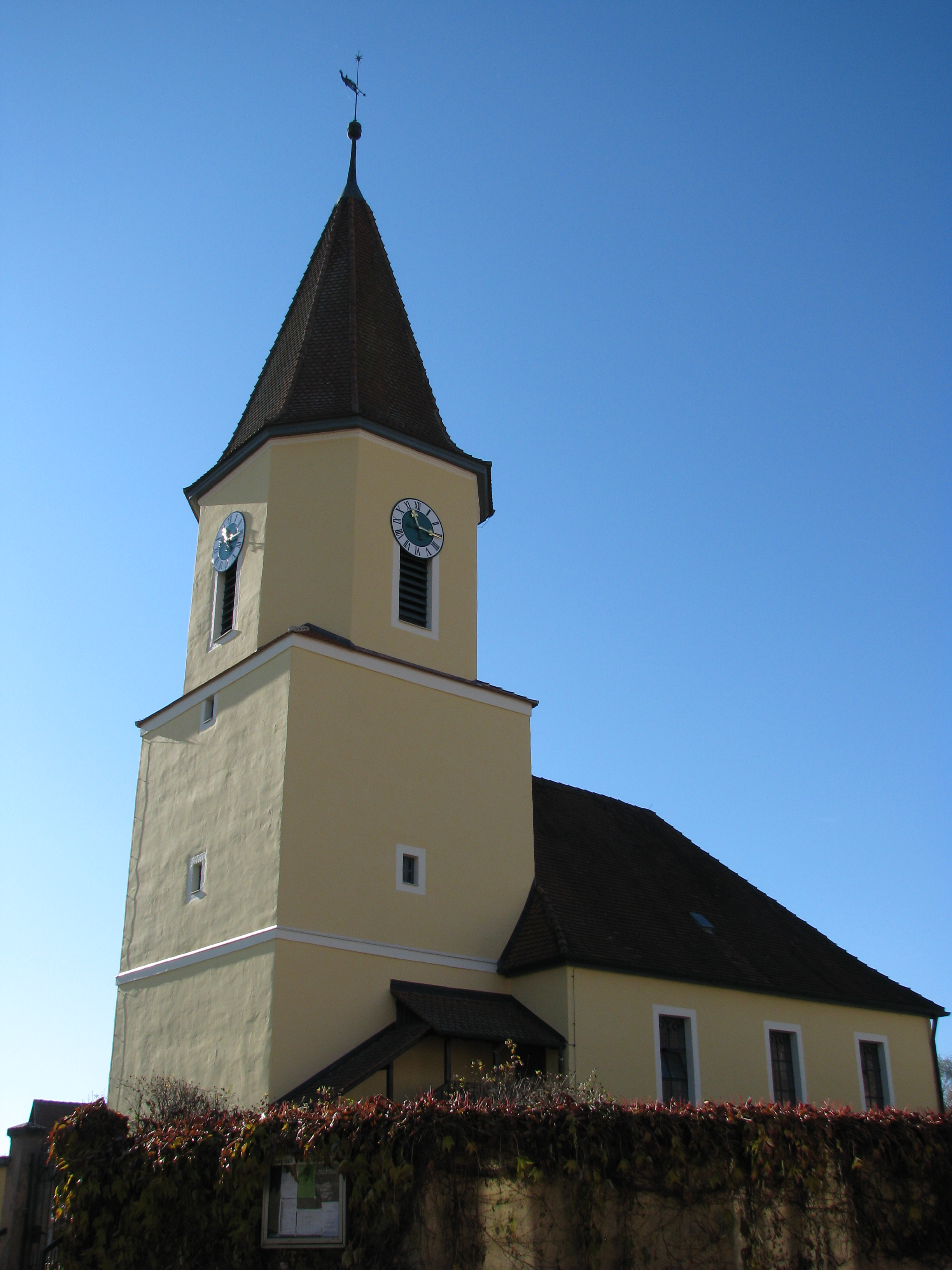
ベルゲンの聖ゲオルク教会

2011年時点で約888人が福音主義ルター派信者、125人がカトリック信者であった。
町内には4つの福音主義教会がある。いずれも中世にまでその歴史を遡り、領主のシェンク・フォン・ガイエルン家によって17世紀から18世紀に新築された。
- ベルゲンの聖ゲオルク教会
- ガイエルン城の聖バルトロメウス教会
- カルテンブーフの聖ニコラウス教会
- タールマンスフェルトの聖ウルリヒ教会

## 政治

### 首長
ヴァルター・グロスナーが2018年から町長を務めている。その前任者はヴェルナー・レッテンバッハーで、2002年から2018年まで町長を務めた。

### 議会
ベルゲンの町議会は、12議席で構成されている。

### 紋章
図柄: 青地。銀色の5つの山の上に、銀地と黒地に上下二分割された小盾。小盾の中に赤い舌を出し、地色と反対の色で塗り分けられたタカが描かれている。
紋章の由来: 山 (Berg) はこの町の名前と、町が山にあることを意味している。町域は、複数の領主の下にある共同統治地域であった。それぞれの領主は紋章内の要素によって表現されている。タカはシェンク・フォン・ガイエルンの紋章である。銀と黒の配色はアンスバッハ辺境伯を、銀と青の配色はバイエルン公家を表している。

## 文化と見所

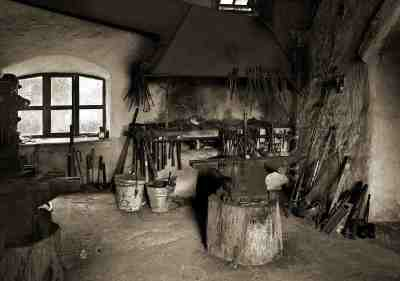
タールマンスフェルト地区の古い鍛冶屋の作業場

ベルゲンはユーラハウス（建築様式）の普及地域に含まれる。町内にはこの建築様式の作例が比較的多く見られるが、中には取り壊しを望む所有者によって崩壊するまで放置されているものもある。
地域コンテストで何度も受賞しているタールマンスフェルト地区では、村の再開発の過程で、歴史的な村の文物を保存するための変革がなされている。石造のケラー（地下倉庫）の他に個人所有の物件も改修されて保存されている。タールマンスフェルト集落は2007年に州のコンテストで銀メダルを受賞した。
1740年頃に最初の記述が遺され、1820年から1830年頃に建設された住居兼厩舎内に、歴史的に再現された鍛冶屋が新たに設けられた。この博物館では主に1895年から1920年頃の伝動装置、ボール盤、旋盤、フライス盤やバネ式ハンマーなどが見学できる。古い職人技術を学ぶコースがある。

## 経済と社会資本
1693年から1864年まで露天掘りで鉱石の採掘が行われており、精錬のために農民たちがアイヒシュテットに運んでいた。
公的統計によれば、2020年にこの町で働く社会保険支払い義務のある就労者は111人であった。また、この町に住む社会保険支払い義務のある就労者は合計489人であった。2016年には29軒の農家があり、農業用地は1043ヘクタールで、このうち221ヘクタールが牧草地などの緑地であった。

### 教育
- 幼稚園 - 託児所「ゾネンシャイン」。福音主義教会が運営している。2021年現在、62人に対して63人が在籍している[15]。
- 基礎課程学校は2010年/2011年の学年末に閉校した。児童はネンスリンゲンの国民学校で学ぶ。

## 関連図書
- Johann Kaspar Bundschuh (1799). “Bergen”. Geographisches Statistisch-Topographisches Lexikon von Franken. Band 1: A–Ei. Ulm: Verlag der Stettinischen Buchhandlung. p. 351 2022年4月29日閲覧。
- Georg Paul Hönn (1747). “Bergen”. Lexicon Topographicum des Fränkischen Craises. Frankfurt und Leipzig: Johann Georg Lochner. p. 317 2022年4月29日閲覧。